# Samuel H. Gellman
Samuel Helmer Gellman (* 12. September 1959 in Evanston (Illinois)) ist ein US-amerikanischer Chemiker (Bioorganische Chemie, Physikalische Organische Chemie).
Gellman studierte Chemie an der Harvard University mit dem Bachelor-Abschluss 1981 und wurde 1986 an der Harvard University promoviert. Als Post-Doktorand war er am Caltech. 1987 wurde er Assistant Professor und 1995 Professor an der University of Wisconsin-Madison.
Er befasst sich mit biologischen Proteinen und neuartigen Proteinen mit bestimmter vorgegebener Form bzw. Proteinfaltung (Foldamere) und verbindet Methoden der Biochemie, Biophysik, organischer Chemie, Molekular- und Zellbiologie. Gellman entwickelte eine neue Methode um Faltungspräferenzen von Proteinen zu untersuchen (backbone thioester exchange). Er entwickelte Substanzen auf Basis einer ringöffnenden Polymerisation von beta-Lactamen (Poly-Beta-Peptide oder Nylon-3-Polymere), die biokompatibel sind, aber neuartige Funktionen haben. So konnte er nachweisen, dass einige Co-Polymere dieser Klasse die selektive antibakterielle Funktion einiger natürlicher Peptid-Antibiotika nachahmen und verfolgt mögliche Anwendungen von Polymeren dieser Klasse als Mittel gegen Malaria, Pilze, als Surfaktanten für die Lunge und Grundgerüst für künstliche Gewebe. Ein Beispiel für die von ihm synthetisierten Foldamere sind β-Peptiden bzw. alpha/beta-Peptiden. 1996 synthetisierte seine Arbeitsgruppe unabhängig und gleichzeitig mit der von Dieter Seebach erstmals Beta-Peptide. Er  zeigte, dass geeignet konstruierte Helix-bildende Foldamere die Protein-Protein-Wechselwirkung im Fall von einigen Krebserkrankungen und Virusinfektionen unterbrechen können.
Gellman war 1997 Arthur C. Cope Scholar und ist Mitglied der American Association for the Advancement of Science. 1993 war er Alfred P. Sloan Research Fellow. 2006 erhielt er den Vincent du Vigneaud Award und 2007 den Ralph F. Hirschmann Award in Peptide Chemistry. Er ist seit 2010 Mitglied der American Academy of Arts and Sciences und seit 2014 der National Academy of Sciences.

## Schriften (Auswahl)
- Foldamers: a manifesto, Accounts of Chemical Research, Band 31, 1998, S. 173–180
- mit R. P. Cheng, W. F. DeGrado: β-Peptides: from structure to function, Chemical Reviews, Band 101, 2001, S. 3219–3232